# Снижение вреда
Снижение вреда (англ. harm reduction) — подход, направленный на сохранение здоровья каждого члена человеческого общества, нацеленный не на запрещение вредного для здоровья поведения, а на уменьшение вредных последствий и изменения поведения на более безопасное.

## Принципы
Термин «снижение вреда» возник около 25 лет назад для обозначения стратегий и программ, целью которых является снижение «негативных медицинских, социальных и экономических последствий употребления психоактивных веществ для самих наркопотребителей, их семей и общества в целом».
По мнению специалистов в области охраны общественного здоровья, приоритетом стратегии снижения вреда является «предупреждение инфицирования ВИЧ и другими инфекциями, передаваемыми путём инъекционного введения наркотиков, а также передозировок, вовлечения в криминальную деятельность, разрушения семейных и социальных связей, равно как и других медицинских и социальных последствий.
Исходя из этого, понятие снижения вреда подразумевает определенный комплекс медико-профилактических мер, которые «призваны предотвратить передачу ВИЧ и других инфекций при совместном использовании нестерильного инъекционного инструментария и растворов наркотика».
Существуют разные определения термина «снижение вреда», которые охватывают разные стороны теории и практики и принимаются разными специалистами и активистами. Однако у сторонников снижения вреда не вызывают сомнения основные принципы этой стратегии.

### Принцип 1: Прагматизм и гуманизм
Немедицинское использование психоактивных средств — неизбежное явление в любом обществе, которое имеет доступ к ним.
Поэтому программы СВ:
- Делают смещение акцента с долгосрочной и идеалистической цели искоренения наркотиков во всем мире или в отдельно взятой стране на достижение краткосрочных и практически достижимых целей — снижение темпов роста распространения ВИЧ и сохранение жизни и здоровья людей.
- Принимают как существующую реальность тот факт, что употребление наркотиков неизбежно (по крайней мере, в обозримом будущем) и, следовательно, направляют свои усилия на сокращение негативных последствий этого явления. Прежде всего, необходимо предотвратить массовое инфицирование внутри групп повышенного риска для того, чтобы иметь возможность осуществить другие долгосрочные цели, например, полный отказ от наркотиков.
- Признают необходимость изменения наркополитики, результатом которой являются негативные социальные последствия: нарушение прав человека (прежде всего отказ в медицинском и социальном обслуживании), разрушение общественных связей и другие. Фактическая криминализация потребления наркотиков приводит к преследованию и дискриминации потребителей наркотиков, вызывают страх и недоверие к ним в обществе, и препятствует развитию профилактических, лечебных и социальных программ.

### Принцип 2: Многообразие подходов
Наркотики, их потребление и ситуация вокруг них наносят индивидуальный и общественный ущерб, а потому программы необходимо адресовать по различным направлениям. Эти воздействия содержат в себя программы оздоровления для действующих потребителей наркотиков и особенно на организацию профилактической и лечебной помощи, позволяющей потребителям получить доступ к медицинской информации и медицинским услугам, обрести необходимые навыки и сформировать менее рискованное поведение в отношении ВИЧ, вирусов гепатита, инфекций, передаваемых половым путём.
Среди подходов снижения вреда можно отметить следующие:
- консультирование, проведение информационной работы и образовательных программ по вопросам профилактики и лечения ВИЧ и СПИДа
- обеспечение беспрепятственного доступа к услугам социальных программ и служб здравоохранения для ПИН (недоступная ссылка)
- активная просветительская работа среди ПИН (недоступная ссылка) (Потребитель инъекционных наркотиков)
- обеспечение ПИН стерильным инъекционным инструментарием и дезинфицирующими материалами, в т.ч. презервативами
- предоставление ПИН лечения и медико-социальной поддержки, в том числе антиретровирусной и заместительной терапий

Сегодня, в эпоху масштабного расширения антиретровирусной терапии (АРВТ), программы снижения вреда оказались наиболее эффективным инструментом доступа к потребителям наркотиков.
Программы снижения вреда играют ведущую роль в формировании у ПИН приверженности к АРВТ. Сотрудники программ снижения вреда, благодаря их непосредственному контакту и знанию проблемы изнутри, доносят информацию о специфике лечения. Аутрич-работники, специально подготовленные и обученные работать «равными консультантами», обладающие необходимыми знаниями, помогают найти выход из затруднительных ситуаций, помогают решать социальные вопросы.
Заместительная терапия — один из основных элементов снижения вреда.
Так, Всемирная организация здравоохранения (ВОЗ), Объединенная программа ООН по ВИЧ/СПИДу (ЮНЭЙДС) и Управление ООН по Наркотикам и Преступности (УНП ООН) считают, что метадоновая заместительная терапия является наиболее эффективным видом лечения опиоидной зависимости в связи с профилактикой передачи ВИЧ и уходом и лечением для ПИН, живущих с ВИЧ. В 2000 году Кыргызстан стал единственной страной в Центральной Азии, который учредил программу обмена шприцев в пенитенциарных учреждениях. А в 2002 Кыргызстан стал первой страной в СНГ, которая предложила опийным наркозависимым непрерывную метадоновую поддержку.

### Принцип 3. Иерархия снижения вреда
Основой программ «снижения вреда» является постепенный процесс изменения поведения. Исходя из этого подхода, в основу которого положены психологические особенности и социальные предпосылки, формирующие поведение личности, была принята так называемая иерархия снижения вреда.
Она включает в себя следующие тезисы:
1. Не начинай употреблять наркотики; если начал — прекрати.
2. Если употребляешь наркотики, откажись от их инъекционного потребления.
3. Если все же вводишь наркотики инъекционным путём, всегда используй стерильный шприц.
4. Если нет возможности каждый раз пользоваться стерильным шприцем, по крайней мере, никогда не пользуйся чужим.
5. Если пользуешься чужим шприцем, всегда дезинфицируй его.

«Иерархия снижения вреда» реализуется снизу вверх.
Принимая философию и иерархию снижения вреда, включаясь в программы СВ, меняя собственное поведение, потребители наркотиков становятся полноправными участниками профилактического процесса, направленного на сдерживание эпидемии ВИЧ.

### Принцип 4: Соблюдение прав человека. Полноценное участие потребителей наркотиков в работе программ
Снижение вреда ставит во главу угла охрану здоровья, право человека на получение адекватной информации о своем здоровье и своих правах, равно как и право на доступ к медицинским услугам.
Снижение вреда не ставит своим приоритетом решение проблем зависимости того или иного человека от наркотиков, равно как и решение общих проблем наркотрафика и наркопотребления. Однако, представляя собой отдельный вид превентивного и терапевтического вмешательства, оно не опровергает и не отвергает необходимость других форм работы с проблемой наркомании.
Потребители наркотиков — часть общества. Для защиты здоровья всего общества необходима защита здоровья потребителей наркотиков, а для этого необходимо интегрировать потребителей в общество, а не пытаться изолироваться от них. Люди, потребляющие наркотики, обладают всеми правами граждан данной страны, закрепленными в конституции и международных конвенциях, ратифицированными в этой стране.
Несоблюдение этого фундаментального права по отношению к потребителям наркотиков создает значительные препятствия в профилактике и, в более широком смысле, в социальной реабилитации. Организации и неформальные объединения потребителей инъекционных наркотиков играют ключевую роль в представлении и отстаивании интересов ПИН.
Залогом успеха программ СВ является активное и полноценное участие потребителей наркотиков в их разработке и осуществлении. Именно они обеспечивают самый широкий доступ к уязвимым группам, выстраивая тем самым мосты между СПИД-сервисными, наркологическими, эпидемиологическими службами и группами, нуждающимися в помощи. Именно они позволяют донести информацию и организовать эффективную профилактическую и медицинскую поддержку людям, затронутым эпидемией ВИЧ.

## Меры по снижению вреда

### Услуга «трезвый водитель»
Опасность вождения в нетрезвом виде признается большинством граждан, но без автомобиля бывает трудно добраться до дома в больших городах. Для решения этой проблемы существуют программы «трезвый водитель». Ими предоставляются такси или водители-добровольцы, которые за плату довозят владельцев авто до дома (например, в Москве услуга стоит от 500 руб. в случае такси до 2500 руб. за доставку в собственном автомобиле), тем самым значительно снижая риск происшествий на дороге. Такая услуга создается и поддерживаются частными таксопарками, барами и ресторанами, а в некоторых городах — бюджетом города.

### Безопасное сексуальное поведение
Для женщин и мужчин, которые зарабатывают проституцией, такое обучение будет особенно ценным, так как они особенно уязвимы для ЗППП. Некоторые из них живут в очень стеснённых условиях и не имеют доступа к телевидению и прессе, поэтому часто используются специальные методы обучения, такие как равный-равному. При личном контакте эффективна раздача презервативов и купонов на сдачу анализов на ЗППП или посещение врача.

### Снижение вреда от табака
Может быть достигнуто применением специальных испарителей вместо сигарет, трубок и кальянов.
Вместо дыма горящего табака могут использоваться менее вредные способы, например, никотиновые пластыри или таблетки.

### Обмен шприцев
Обменивая использованные шприцы на новые за небольшую плату или бесплатно, можно добиться значительного снижения передачи ВИЧ и гепатитов среди тех, кто употребляет внутривенные наркотики. Этот метод особенно эффективен для стран, где шприцы продаются только по рецепту врача (США). Одновременно с обменом шприцев можно проводить и разъяснительную работу: рассказывать о рисках для здоровья и как их уменьшить, предлагать купоны на сдачу анализов, проводить группы взаимопомощи, приглашать на встречи анонимных наркоманов.

### Метадоновая заместительная терапия
Заместительная поддерживающая терапия метадоном прежде всего преследует цель социализации наркоманов, отмены у них внутривенного введения наркотиков.

## Снижение вреда в России
В России на государственном уровне не поддерживается концепция снижения вреда, а организации, которые занимаются снижением вреда подвергаются преследованию, так, Фонд Андрея Рылькова был признан иностранным агентом и оштрафован. Среди других организаций, которые занимаются снижением вреда в России можно выделить «Гуманитарное действие» Санкт-Петербург, Центр социальной помощи «Луна» Екатеринбург, «Проект Апрель» Тольятти, низкопороговый центр «Остров» Казань и другие.
Внедрение в России концепции снижения вреда в разное время поддерживали первый замглавы ФСИН Анатолий Рудый, журналист Антон Красовский, политик и правозащитник Николай Кавказский. Концепция снижения вреда поддерживается в программе и заявлении партии «Яблоко» и программе Левого социалистического действия.